# Garndrehung

Visualisierung der Garndrehung in S- und Z-Richtung

Als Garndrehung bezeichnet man die Drehung des Faserverbandes beim Spinnen eines Garnes.
Diese Drehung ist nötig, um dem Faserverband einen Zusammenhalt zu geben. Die Drehung kann in S- oder in Z-Richtung erfolgen. Die Anzahl der Drehungen (Touren pro Meter (T/m)) wird auf einen Meter Garnlänge bestimmt. Die Bezeichnung eine Garnes mit „300 Z“ bedeutet, dass das Garn mit 300 Drehungen pro Meter in Z-Richtung gedreht bzw. gesponnen wurde. Mehr Drehungen bedeuten, bis zu einer gewissen Grenze, tendenziell ein reißfesteres Garn, das jedoch auch einen härteren Griff und ein geringeres Volumen aufweist. Die Drehrichtung und das Fasermaterial, zusammen mit den jeweiligen Drehungen, verursachen den so genannten Drall im Einfachgarn. Auch Filamentgarne und Vorgarne erhalten oft eine Drehung.